# Première circonscription de la préfecture de Tokushima
La première circonscription de la préfecture de Tokushima (徳島県第1区, Tokushima-ken dai-ikku) est l'une des deux circonscriptions législatives que compte la préfecture de Tokushima au Japon.

## Description géographique
Entre 1994 et 2002, la première circonscription de la préfecture de Tokushima était composée de la ville de Tokushima, du district de Myōdō et du bourg de Matsushige (district d'Itano).
Entre 2002 et 2013, elle comprenait seulement la ville de Tokushima et le district de Myōdō.
Depuis 2013, elle englobe les villes de Tokushima, Komatsushima et Anan ainsi que les districts de Katsuura, Myōdō, Myōzai, Naka et Kaifu.

## Députés
| Législature | Début de mandat | Fin de mandat | Député élu           | Parti politique | Parti politique |
| ----------- | --------------- | ------------- | -------------------- | --------------- | --------------- |
| 41e         | 1996            | 2000          | Yoshito Sengoku      |                 | PDJ             |
| 42e         | 2000            | 2003          | Yoshito Sengoku      |                 | PDJ             |
| 43e         | 2003            | 2005          | Yoshito Sengoku      |                 | PDJ             |
| 44e         | 2005            | 2009          | Yoshito Sengoku      |                 | PDJ             |
| 45e         | 2009            | 2012          | Yoshito Sengoku      |                 | PDJ             |
| 46e         | 2012            | 2014          | Mamoru Fukuyama (ja) |                 | PLD             |
| 47e         | 2014            | 2017          | Masazumi Gotōda (ja) |                 | PLD             |
| 48e         | 2017            | 2021          | Masazumi Gotōda (ja) |                 | PLD             |
| 49e         | 2021            | 2024          | Hirobumi Niki (ja)   |                 | SE              |
| 50e         | 2024            | -             | Hirobumi Niki (ja)   |                 | PLD             |